# Muhammediyye
Le  Risâle el-Muhammediyye  (le Traité mahométan) est un poème didactique de Mehmed Yazidji-Oghlu (en turc: Yazıcıoğlu Mehmed Efendi), écrit au XVe siècle et très populaire dans la sphère ottomane. Mehmed Yazidji-Oghlu l'écrit d'abord en arabe sous le titre Mag̲h̲ārib al-zamān. Tandis que son frère  Aḥmed Bid̲j̲ān le traduit en prose turque sous le titre d' Enwār el-ʿās̲h̲i̊ḳīn' , c'est la traduction par Mehmed Yazidji-Oghlu de sa propre œuvre en turc versifié, achevée en août 1449 dans son ermitage de Gallipoli où il meurt deux ans plus tard, qui le rendra célèbre. 
L'ouvrage compte 9008 vers, avec pour mètre le plus souvent des hazadj et des ramal, en ottoman et, pour les mètres courts, en turc courant. C'est un ouvrage généraliste sur l'islam, traitant principalement de la vie de Mahomet, mais également des premiers califes, de la Création et du jugement dernier. Il reflète un sunnisme teinté de soufisme.
Lu en public ou récité dans les foyers, l'ouvrage eut beaucoup de succès, comme en témoigne le nombre élevé de manuscrits puis d'impressions. Il a joué un rôle déterminant dans la religiosité anatolienne, à l'instar du Mevlit de Suleyman Çelebi, mais aussi au-delà, dans le khanat de Crimée, à Kazan, en Bachkirie. À l'époque actuelle, c'est cependant le Mevlit de Çelebi qui est le plus populaire.
Il a été commenté à de nombreuses reprises - par exemple en 1591 par Meḥmed Yusuf Efendi, ou en 1835-1836 par Ismāʿīl Ḥaķķi (Farah al-ruh) - et imité: Yusufi Bîtchâre le réécrivit en 11690 vers en 1507-1508. Dimitri Cantemir en fait sa référence principale dans son ouvrage de vulgarisation sur l'islam, son Système de la religion mohammédane (1722), reflétant pour le public russe une vision populaire et turque de la religion musulmane.

### Sources primaires

#### Copies et éditions
- Manuscrit n 431/a du Vakiflar Genel Müdürlüğü, Arşiv ve Neşriyat Müdürlüğü Kütüphanesi, manuscrit autographe
- Constantinople, 1842-43 (1258), lithographie
- Constantinople, 1842-43 (1258), lithographie
- Kazan, 1845, impression
- Kitāb Muḥammadīya fī kamâlât al-aḥmadīya, Bosnevi Hacı Muharrem Efendinin Taş Destgâhı, 1863 (en ligne sur Google livres).

#### Commentaires
- Esm (Meḥmed Yusuf Efendi), Šarḥ al-Muḥammadīya, 1591 (1000): version en prose.
- Ismāʿīl Ḥaķķi, Faraḥ al-rūḥ, (1252) (édition de 1840 Šarḥ al-Muḥammadīya al-mausūm bi-Faraḥ ar-rūḥ en ligne sur Google livres): version faisant autorité.

#### Imitations (naẓīres)
- Yusuf-i Bfcare, 1507-1508 (913), Istanbul Universitesi Kütüphanesi, ms no. TY 4051.

## Articles sur l'œuvre
- Franz Babinger, "Yazidji-Oghlu",in Encyclopédie de l'Islam, 1934
- Edith Ambros, "Yazidji-Oghlu",in Encyclopédie de l'Islam, 2004
- Yazıcıoğlu Mehmed, "Kitab-ı Muhammediyye", éd. Âmil Çelebioğlu, Istanbul, 1975, 4 vol: thèse de doctorat.

## Sources
- Encyclopédie de l'Islam, article "Yazidji-Oghlu" par Edith G. Ambros

## Liens
- Notice sur Europeana